# Kaja Avberšek
Kaja Avberšek, slovenska vizualna umetnica, striparka in oblikovalka, * 1983, Slovenj Gradec.
Študirala je na Akademiji za likovno umetnost in oblikovanje v Ljubljani ter za svoje diplomsko delo leta 2006 prejela študentsko Prešernovo nagrado. Kot vizualna umetnica vrsto let deluje na področju ilustracije, stripov, oblikovanja in gledališke scenografije na mednarodni ravni. Uporablja raznovrstne medije, ki jih smiselno povezuje tako, da v svoja dela vnaša obrat v zaznavanje vsakdanjega, s čimer želi priti do jedra pomena.
Za njene stripe je značilen »odmik od konvencij stripovskega medija na formalni ravni« ter »izrazito stiliziran, skoraj znakoven« slog, ki ga odlikuje tako jezikovno kot likovno izrazito »sproščen in igriv« pristop z »izvirnim in prepoznavnim stripovskim jezikom.«
Objavlja tudi redne literarno-izpovedne mesečne kolumne, literarno-strokovna besedila iz področja njenega ustvarjalnega udejstvovanja. Občasno vodi seminarje in delavnice.

## Stripovske in druge samostojne publikacije
- Nos Açores, Texto Editores, Lizbona, 2006
- Pojoči grad, priročnik za gradnjo izvirnih instrumentov v stripu! (s Petrom Kusom in Boštjanom Gorencem - Pižamo), Stripburger / Forum Ljubljana, 2010
- Igrišče, mini priročnik za gradnjo izvirnih instrumentov v stripu! (s Petrom Kusom in Boštjanom Gorencem - Pižamo), Stripburger / Forum Ljubljana, 2011
- Leteča lesica, Zverinice iz Rezije v stripu! (2014, Stripburger / Forum Ljubljana)

## Objave stripov v časopisih in revijah
- Peter K (hommage Francetu Bevku), Mladina, 2009
- Mojca P, Mladina, 2009
- Octavum Peccatum Mortiferum (Osmi smrtni greh), Stripburger, št. 49, 2009
- Pavla + Hans, Stripburger, št. 53, 2010
- Kletka, Veverica partizanka najde odpadlo slivo, Tribuna, maj 2010)
- The Cage, mednarodna stripovska revija UZO, Tokio, Japonska, 2010
- Smrečica (s Petrom Kusom), Ciciban, december 2010)
- Črni zidovi, poezija v stripu, Stripburger, št. 55, 2011
- Lučni mož Žarko napoveduje dogodke festivala Svetlobna gverila, objave Tine Lesničar, Delo, 27. 5., 28. 5., 31. 5., 1. 6., 4. 6., 7. 6., 8. 6. 2011
- Black Walls, poezija v stripu, Buraco, Porto, Portugalska, 2013
- P O Š A S T, Stripburger, št. 63, 2014
- Knjižni molj, Mentor, 2015
- Šnite, Stripburger, št. 70, 2017

## Objave stripov v zbornikih, antologijah
- Peter K (hommage Francetu Bevku), Slovenski klasiki v stripu!, Stripburger / Forum Ljubljana in Mladina, 2009
- Mojca P, Slovenski klasiki v stripu!, Stripburger / Forum Ljubljana in Mladina 2009
- O zmajiču (hommage Janezu Vajkardu Valvasorju), Slovenski klasiki v stripu!, Stripburger / Forum Ljubljana in Mladina, 2009
- ilustrirani slovar germanizmov v srbskem jeziku Rajsferšlus, Elektrika, Silent Wall Army, Pančevo, Srbija, 2009
- Greetings from Cartoonia, Stripburger / Forum Ljubljana, 2009
- Ču ču čaki, Stripburger / Forum Ljubljana, 2010
- Ženski strip na Balkanu, Fibra, Zagreb, Hrvaška, 2010
- LJubilejnik, Stripburgerjev kronološki zbornik 1992 – 2010, Stripburger / Forum Ljubljana in TipoRenesansa, 2010
- Europe 1:20'000'000, Kabinettbuch, MuseumsQuartier, Dunaj, Avstrija, 2011
- C`est Bon Kultur, Malmö, Švedska, 2012
- Workburger, Stripburger / Forum Ljubljana, 2013
- Personal Futurism / Public Politics, Produkcija, Skopje, Makedonija, 2013

## Samostojne razstave (izbor)
- Casa dos Açores, Lizbona: Nos Açores, 2006
- Muzej premogovništva Slovenije, Velenje,: Likovni aforizmi Kaje A., 2010
- KUD France Prešeren, Ljubljana: V poduk in razvedrilo, 2010
- CUK Kino Šiška, Ljubljana: Zveneči stripi in sladki kolaži, 2010
- festival svetlobe Svetlobna Gverila, Ljubljana: Šajn*n*Flaj, 2012
- Cankarjev dom, Ljubljana - pasaža: Živalska farma #33, 2013
- galerija Malonioji 6, Vilna: Kaja A. in njene živali, 2013
- U3 - 7. Trienale Sodobne umetnosti v Sloveniji, MSUM, Ljubljana: Glave preč!, 2013
- Form / Design Center, Malmö: Živalska farma, 2013
- Studio Tommaseo, Trst: Živel strip!, 2014
- Muzej Novejše Zgodovine Celje: Zofija, 2014

## Skupinske razstave (izbor)
- Slovenski etnografski muzej: Spogledi, 2005,
- 28. Grafični bienale, Slovenski etnografski muzej: Pozdravi iz Striponije, 2009
- galerija Velenje: Tehnologije v likovni umetnosti (org. Slovensko društvo likovnih kritikov), 2009
- 4. Bienale vidnih sporočil Slovenije: Slovenski klasiki v stripu!, 2009
- Kabinett Passage, MuseumsQuartier Dunaj: Europe 1:20`000`000, 2011
- Mestna galerija Ljubljana: Risba v stripu na Slovenskem, 2011
- Tolminski muzej: Spoznajmo strip, 2013
- Museum Europäischer Kulturen Berlin: ComixConnection, 2013
- Premogovniški muzej Slovenije, Velenje: Workburger, Vsi delajmo zastonj!, 2013
- Obalne galerije - Loža, Koper: Slast, Erogeno telo med estetiko in manifestacijo, 2014
- Kibla Portal, Maribor: Don`t be Affraid You Are The Best, 2014
- Mota, muzej tranzitorne umetnosti, Ljubljana: Ghostwritter, 2015
- Stekleni atrij mestne hiše Ljubljana: Ko bom velik, 2015
- Muzej novejše zgodovine Celje: Vse barve čokolade, 2015
- galerija Velenje: Vizualna umetnost v Šaleški in Zgornji Savinjski dolini 1975–2015, 2015
- Center sodobne umetnosti, Celje: Stripovsko desetletje. Strip v Sloveniji 2006–2016, 2017

## Nagrade in priznanja
- študentska Prešernova nagrada za diplomsko delo, 2006
- Brumnova nagrada za knjižni ovitek na 4. Bienalu vidnih sporočil Slovenije, 2009
- zlata hruška za knjigo Leteča Lesica (Stripburger / Forum Ljubljana), 2015